# Test
Per test (termine inglese, raramente adattato in teste, pl. testi) si intende, in senso lato, una prova, ovvero una sperimentazione empirica che mira ad ottenere determinati risultati o dimostrazioni.

## Test statistico
Controllo, effettuato con metodi statistici, allo scopo di verificare un'affermazione. È anche detto test di verifica d'ipotesi
Ad esempio, il test F di Fisher-Snédecor serve a verificare l'ipotesi che due popolazioni normali, delle quali si sono osservati due campioni indipendenti, abbiano la medesima varianza.
Il test Z serve invece a verificare l'ipotesi che una popolazione che si suppone normale (con scarto quadratico medio noto) sia caratterizzata da una certa media, mentre il test t serve sempre per la verifica d'ipotesi sulla media ma nel caso lo scarto quadratico medio non sia noto.

## Test sperimentale
Un test (o prova) sperimentale è un qualsiasi procedimento in ambito scientifico, atto a verificare, dimostrare o confermare una caratteristica specifica di un oggetto di prova ("provino"), secondo le regole del metodo sperimentale, alla base di ogni sapere scientifico moderno (metodo scientifico). In generale, può essere propriamente un esperimento scientifico, che prevede tipicamente la misura di grandezze chimiche o fisiche, tramite sensori e strumenti di misura in un ambiente controllato (laboratorio), oppure, per estensione, una prova che è condotta con gli stessi criteri e principi, ma con diversi strumenti e in diversi ambiti, come nelle scienze sociali e umanistiche.

## Test software
Il test del software è una serie di operazioni effettuate durante tutta la fase di sviluppo in cui il prodotto (o il semilavorato, cioè il prodotto in fase di test) viene controllato per riconoscere eventuali malfunzionamenti e risolverli prima del rilascio finale del software.
I test sul software possono essere effettuati sia manualmente che in modo automatico.
Manualmente vengono provate tutte le opzioni del software usando dei pattern predefiniti.
I test automatici invece vengono effettuati usando dei software particolari e, in alcun modo, possono comunque essere usati in alternativa esaustiva ai test manuali. Il loro compito è prevalentemente quello di esonerare i tester manuali da lavori ripetitivi e "noiosi"; impossibile automatizzare la "genialità" umana per scovare bug; l'apporto automatico è quello di alleggerire i tester manuali per avere più tempo per svolgere test complessi.
Ricerche svolte hanno dimostrato che non è consigliabile (per perdita di tempo-risorse) automatizzare un test se non verrà ripetuto per almeno sei volte e che, anche gli sviluppatori di test automatici più bravi, non possono arrivare a coprire più del 30% dei test complessivi.
L'obiettivo del test del software è quello di realizzare un prodotto il più possibile esente da errori (bug). Il principale ostacolo alla fase di test è sintetizzato nella tesi di Dijkstra. Tale tesi afferma che il test può indicare la presenza di errori, ma non ne può garantire l'assenza. Un corollario diretto di tale tesi è che il software error-free non esiste o non è certificabile.

## Test medico
Per test medico si intende qualsiasi procedura diagnostica elementare, che ammette due soli risultati, positivo o negativo. Il risultato positivo indica la probabile presenza di una specifica malattia, il risultato negativo indica la sua probabile assenza. Nessun test ha valore diagnostico assoluto; la performance specifica del test si descrive completamente con i suoi caratteri fondamentali, la sensibilità e la specificità.

## Test psicologico
I test psicologici, o reattivi psicodiagnostici, sono strumenti per misurare aspetti del pensiero e del comportamento. Quelli migliori e più attendibili sono validati e standardizzati, nel senso che permettono di comparare statisticamente la performance del soggetto con la popolazione di riferimento, rispetto alla quale sono stati normalizzati. I test psicologici possono essere categorizzati in molti modi: di livello, ovvero riferiti alla competenza (ad esempio: conoscenza dell'inglese, intelligenza, ecc.); di attitudine, ovvero riferiti al potenziale (personalità, tratti, ecc.); test di intelligenza; test di personalità; test oggettivi; test clinici, nel senso che indagano le psicopatologie eventuali; test proiettivi, ecc.